# Sjuntorp
Sjuntorp è un'area urbana della Svezia situata nel comune di Trollhättan, contea di Västra Götaland.
La popolazione rilevata nel censimento 2010 era di 2 124 abitanti .